# Los del Suquía
Los del Suquía es un destacado conjunto de música folclórica de Argentina, creado en 1959 con el nombre inicial de Las Voces del Uritorco. Se caracterizó por su música y letras relacionadas con Córdoba. Fue integrado originalmente por cuatro amigos del barrio de San Vicente de la Ciudad de Córdoba: Ramón "Cacho" Iriarte, Hugo "el Gallo" Cuello, Hugo Iriarte y Rubén Durán.
Para 1969 y tras el fallecimiento de Hugo Iriarte, el grupo se rearma y el personal queda así: Ramón "Cacho" Iriarte, Hugo Cuello, Marcelo Quintero y Alfonso Héctor Vazquez, siendo ésta la que llamamos "formación clásica" que graba casi todos los long plays editados.
En 1977 se retira Marcelo Quintero y su lugar es ocupado por Mingo Albornoz.

En 1983 editan su último disco "Los hijos de Córdoba" aunque siguen actuando durante casi una década más. En algún momento no precisado se retira Vazquez de la formación y en el 91 hacen lo propio Hugo "Gallo" Cuello y Albornoz para formar el dúo Sonkocanta; por lo que solamente queda Iriarte como miembro original.

Iriarte reforma nuevamente el personal incluyendo a sus hijos en esta nueva reencarnación que sigue hasta nuestros días, pese a que Cacho fallece el 4 de febrero de 2004.

Durante los años 1990 vuelven a los estudios de grabación a recrear viejos éxitos y en alguna ocasión con material nuevo, aunque la distribución de este material es mayormente local y es difícil encontrarlo fuera de Córdoba.

El 1 de septiembre de 2009 fallece Hugo "Gallo" Cuello.

Entre sus simples más exitosos se encuentran De Alberdi, Canción para una mentira (su primer éxito), A Jardín Florido, Córdoba de antaño, Sabor almendra, Y va pasando la vida y Jazmín de luna, etc.
"Suquía" es el nombre del río Suquía, también conocido como río Primero, un importante río cordobés que nace en el lago San Roque en la localidad de Carlos Paz, y luego atraviesa la ciudad de Córdoba, hasta morir en la laguna de Mar Chiquita o Mar de Ansenuza, en el este de la provincia de Córdoba. Aunque el conjunto menciona que "suquía" es una palabra indígena que quiere decir "aguas cantoras", el verdadero significado del término es motivo de encontrados debates.

## Filmografía
Intérprete
- Mire qué lindo es mi país (1981)
- Las vacaciones del amor (1981)
- Argentinísima II (1973) dirigida por Fernando Ayala y Enrique Olivera
- Argentinísima (1972) dirigida por Fernando Ayala y Enrique Olivera